# Anna Bastel
Anna Bastel (geboren am 15. Februar 1873 als Anna Heimer in Brünn; gestorben am 12. Jänner 1956 in Wien) war eine österreichische Geschäftsfrau und Warenhausbesitzerin.

## Leben und Wirken
Anna Bastel wurde als Anna Heimer geboren. Ihr Vater war ein mährischer Spirituosenhändler. Im Alter von 24 Jahren heiratete sie im April 1897 vor dem Wiener Magistrat Johann Bastel (1873–1963), einen Kaufmann, mit dem sie fortan in Wien lebte (im Mai 1897 wurde die Ehe auch bei der Israelitischen Kultusgemeinde eingetragen, im August 1913 wurde die Ehe römisch-katholisch konvalidiert).
Ihr Mann hatte 1896, ein Jahr vor der Eheschließung, ein Kaufhaus in Wien-Kaisermühlen eröffnet. Dieses leitete nun Anna Bastel. Sie war so erfolgreich, dass dieses im Jahr 1906 vergrößert werden konnte. Es entstand ein für damalige Verhältnisse modernes Warenhaus mit einer breiten Produktpalette.
Anna Bastel führte auch privat ein selbstbestimmtes Leben. Sie war weltoffen und unternahm einige Reisen, für damalige Verhältnisse ungewöhnlich, auch allein.
Im September 1919 trat sie aus der Israelitischen Kultusgemeinde Wien aus und ließ sich römisch-katholisch taufen.
Ihr Kaufhaus führte sie als Unternehmerin bis 1938. Nähere Umstände sind nicht bekannt, aber wie viele andere jüdische Familien musste auch sie nach dem Anschluss Österreichs an das Deutsche Reich ihr Eigentum zwangsweise veräußern. Ebenfalls unbekannt ist, wie sie und ihre Familie die Zeit des Nationalsozialismus überlebte.
Belegt wiederum ist ihre Goldene Hochzeit, die sie 1947 im Kreise ihrer Familie feierte. Anna Bastel war Mutter von zwei Söhnen. Sie verstarb 1956 in Wien-Kaisermühlen.

## Ehrungen
Auf Beschluss des Gemeinderatsausschusses für Kultur, Wissenschaft und Sport am 9. Mai 2017 wurde im 22. Wiener Gemeindebezirk im neu entstehenden Stadtteil Seestadt Aspern eine Straße nach der erfolgreichen Geschäftsfrau benannt: die Anna-Bastel-Gasse.